# 14 juli
14 juli är den 195:e dagen på året i den gregorianska kalendern (196:e under skottår). Det återstår 170 dagar av året.

## Återkommande bemärkelsedagar

### Nationaldagar
- Frankrikes nationaldag (till minne av revolutionens utbrott denna dag 1789)

### Flaggdagar
- Sverige: H.K.H. Kronprinsessan Victorias födelsedag

## Namnsdagar

### I den svenska almanackan
- Nuvarande – Folke
- Föregående i bokstavsordning
  - Fale – Namnet förekom på dagens datum på 1790-talet, men utgick sedan. 1986 återinfördes det på dagens datum, men utgick på nytt 1993.
  - Fokas – Namnet fanns, till minne av Fokas en romersk martyr från omkring 100, på dagens datum före 1901, då det utgick.
  - Folke – Namnet infördes på dagens datum 1901 och har funnits där sedan dess.
  - Fylgia – Namnet infördes på dagens datum 1986, men utgick 1993.
  - Odd – Namnet infördes 1986 på 16 december, men flyttades 1993 till dagens datum och utgick 2001.
- Föregående i kronologisk ordning
  - Före 1901 – Fokas
  - 1901–1985 – Folke
  - 1986–1992 – Folke, Fale och Fylgia
  - 1993–2000 – Folke och Odd
  - Från 2001 – Folke
- Källor
  - Brylla, Eva (red.): Namnlängdsboken, Norstedts ordbok, Stockholm, 2000. ISBN 91-7227-204-X
  - af Klintberg, Bengt: Namnen i almanackan, Norstedts ordbok, Stockholm, 2001. ISBN 91-7227-292-9

### Finlandssvenska almanackan
- Nuvarande från 2015[1] – Alice, Alicia
- I föregående revideringar[a][2]
  - 1929–2014 – Alice

## Händelser
- 756 – Den kinesiske Tangkejsaren Tang Xuanzong flyr från sin huvudstad Chang'an, för att undkomma upprorsmannen An Lushan. Denne har i december året före inlett ett uppror genom att utropa sig själv till kejsare i norra Kina. Till en början går det bra för upprorsmännen och den verklige kejsaren tvingas alltså fly från huvudstaden, när upprorsmännen intar den. Året därpå blir An Lushan emellertid mördad och därefter går upproret sämre. Det krossas slutligen 763, men leder till att Tangdynastin blir kraftigt försvagad.
- 939 – Sedan Leo VII har avlidit dagen före väljs Stefan VIII till påve.[3] Under sitt korta pontifikat på drygt tre år står han under Roms furste Alberik II av Spoleto och kan därför inte uträtta så mycket. Han hinner dock med att med hot om bannlysning tvinga den italienska adeln att svära trohet till den frankiske kungen Ludvig från andra sidan havet.
- 1223 – Vid Filip II Augusts död efterträds han som kung av Frankrike av sin son Ludvig VIII. Faderns regering har varit lång (43 år), medan Ludvigs blir kortvarig (han dör redan 1226) och han hinner därför inte uträtta så mycket av vikt som regent.
- 1683 – En osmansk styrka på 140 000 anländer till den österrikiska huvudstaden Wien och inleder en belägring av staden under det pågående Stora turkiska kriget. Osmanerna belägrar staden i två månader, innan österrikarna lyckas häva den och driva dem tillbaka genom ett fältslag i mitten av september. Detta blir osmanernas längsta framryckning i Europa någonsin, men under resten av kriget förlorar de mer och mer mark och tvingas vid fredsslutet 1699 avstå från flera stora landområden.
- 1789 – Sedan den franske finansministern Jacques Necker har blivit avskedad av kung Ludvig XVI den 11 juli och politikern Camille Desmoulins därför den 12 juli har uppmanat Paris befolkning att ta till vapen inleds ett uppror i staden denna dag genom att en folkmassa stormar det kungliga fängelset Bastiljen. Även om antalet fångar som fritas är litet (denna dag sitter endast sju fångar i Bastiljen) får stormningen starkt symbolvärde, eftersom fängelset är en symbol för kungligt förtryck. Detta blir inledningen på den franska revolutionen, under vilken den franska kungamakten och det gamla privilegiesamhället störtas. Revolutionen pågår i flera år och stöper om det franska samhället radikalt, för att sedan följas av flera års krig mellan Frankrike och dess grannar, vars kungliga statsöverhuvuden blir förskräckta över det franska folkets tilltag. Till minne av stormningen firas 14 juli numera som Frankrikes nationaldag.
- 1808 – Sedan svenskarna i början av maj har inlett sin sommaroffensiv under Finska kriget anfaller 4 700 svenskar, ledda av överste Carl Johan Adlercreutz, en trupp på 4 100 ryssar under kommendör Nikolaj Rajevskijs ledning i slaget vid Lappo. Trots att det svenska målet att innesluta och tillfångata ryssarna misslyckas blir slaget en viktig svensk seger, eftersom sommaroffensiven därmed kan fortsätta utan avbrott och Rajevskij, på grund av nederlaget, blir avskedad och ersatt av Nikolaj Kamenskij.
- 1865 – Den brittiske bergsbestigaren Edward Whymper bli den förste som bestiger den schweiziska bergstoppen Matterhorn. Toppen räknas som Alpernas mest berömda topp, även om det inte är den högsta (som är Mont Blanc, bestigen redan 1786). Whymper åtföljs av britterna Lord Francis Douglas, Charles Hudson och Douglas Robert Hadow samt fransmannen Michel Croz och schweizarna Peter och Peter Taugwalder (far och son). Douglas, Hudson, Hadow och Croz dör under nedstigningen, men det hela är ändå en mycket prestigeladdad bedrift, då aktiva bestigningsförsök har gjorts på Matterhorn sedan 1857.
- 1933 – Under den likriktning av Tyskland, som nazisterna har inlett sedan de kom till makten i början av året (den så kallade Gleichschaltung) blir Tyskland denna dag en enpartistat, genom att alla politiska partier utom Hitlers nazistparti blir förbjudna. Detta partiförbud varar fram till andra världskrigets slut 1945, då de allierade segrarmakterna istället upplöser och förbjuder nazistpartiet.
- 1958 – Den irakiske militären och politikern Abd al-Karim Qasim leder en statskupp, varigenom den irakiska monarkin störtas och den endast 23-årige kung Faisal II blir avsatt och mördad. Dessutom gör man slut på det brittiska inflytandet över irakisk politik. Abd al-Karim Qasim utropar istället Irak till republik och gör sig själv till premiärminister, en post som han innehar tills han själv blir mördad genom en statskupp 1963, där bland andra Saddam Hussein är iblandad.
- 2006 – Serie A-skandalen inom italiensk fotboll avgörs i den första instansen, genom att klubbarna Juventus FC, Lazio och ACF Fiorentina flyttas ner till serie B i fotboll. Under maj samma år har det nämligen framkommit att dessa klubbar och AC Milan har påverkat matchresultatet i flera fotbollsmatcher, genom att välja ut domare och linjemän, som är lojala mot klubbarna. Milan blir inte nedflyttade, men får 44 minuspoäng i årets fotbollssäsong och får inleda nästa säsong med 15 minuspoäng. Flera personer inom italienska fotbollsfederationen och domare och klubbledare döms till böter och avstängning från fotbollen. Alla fyra klubbarna överklagar dock domen och ny dom fälls den 25 juli.
- 2016 – Attentatet i Nice 2016 inträffar.
- 2019 – Flygolyckan i Umeå 2019 inträffar.
- 2024 – USA:s expresident Donald Trump beskjuts under ett kampanjmöte i Pennsylvania. Åtta kulor avfyrades mot honom, varav en träffade Trumps högra öra. Skottlossningen ledde till två personers död, inklusive skytten, med en person allvarligt skadad. Gärningsmannen, som av Federal Bureau of Investigation identifieras som Thomas Matthew Crook, neutraliserades snabbt av Secret Service-agenter som medverkade vid expresidentens tal.

## Födda
- 1454 – Angelo Poliziano, italiensk skald och humanist
- 1602 – Jules Mazarin, fransk statsman och kardinal, Frankrikes försteminister
- 1727 – Samuel Älf, svensk domprost, präst och vitterhetsidkare
- 1757 – Anders Fredrik Skjöldebrand, svensk greve, general och tillförordnad överståthållare, En av rikets herrar, ledamot av Svenska Akademien
- 1793 – George Green, brittisk matematiker och fysiker
- 1827 – Wilhelm Wallberg, svensk godsägare och riksdagspolitiker
- 1834 – James McNeill Whistler, amerikansk-brittisk målare och grafiker
- 1842 – Christian Lundeberg, svensk politiker och industriledare, Sveriges statsminister 1905
- 1862 – Gustav Klimt, österrikisk målare och grafiker
- 1865 – Arthur Capper, amerikansk republikansk politiker och publicist, senator för Kansas 1919–1949
- 1866 – Ragnar Östberg, svensk arkitekt
- 1868 – Gertrude Bell, brittisk arkeolog, spion, författare och administratör
- 1874 – Abbas II, khediv av Egypten och Sudan 1892–1914
- 1880 – Gustav Fonandern, svensk arkitekt, sångare, textförfattare och skådespelare
- 1887 – Henning Ohlsson, svensk skådespelare, konstnär, skulptör och skald
- 1889 – Ante Pavelić, kroatisk politiker, grundare av den ultranationalistiska och fascistiska Ustaša-rörelsen
- 1895
  - Walther Darré, tysk nazistisk politiker
  - F.R. Leavis, brittisk litteraturkritiker och författare
- 1898 – Happy Chandler, amerikansk demokratisk politiker och idrottsledare, guvernör i Kentucky 1935–1939 och 1955–1959, senator för samma delstat 1939–1945
- 1899 – Signe Enwall, svensk skådespelare
- 1900 – Staffan Söderblom, svensk diplomat och ambassadör
- 1904 – Isaac Bashevis Singer, polsk-amerikansk jiddischspråkig författare, mottagare av Nobelpriset i litteratur 1978
- 1907 – Ingvar Kolmodin, svensk kompositör, regissör och förlagsredaktör
- 1910 – William Hanna, amerikansk serietecknare
- 1911 – Terry-Thomas, brittisk skådespelare och komiker
- 1912
  - Woody Guthrie, amerikansk musiker
  - Per-Martin Hamberg, svensk kompositör, manusförfattare, regissör och radioproducent
- 1913 – Gerald Ford, amerikansk republikansk politiker, USA:s vicepresident 1973–1974 och USA:s president 1974–1977
- 1918
  - Ingmar Bergman, svensk regissör
  - Arthur Laurents, amerikansk författare, dramatiker och filmmanusförfattare
- 1919
  - Lino Ventura, italiensk-fransk skådespelare och brottare
  - Eugene Allen, amerikansk betjänt, butler i Vita huset 1952–1986
- 1920 – Shankarrao Chavan, indisk politiker
- 1921 – Geoffrey Wilkinson, brittisk kemist, mottagare av Nobelpriset i kemi 1973
- 1924 – Marianne Anderberg, svensk skådespelare
- 1926 – Harry Dean Stanton, amerikansk skådespelare
- 1928 – Nancy Olson, amerikansk skådespelare
- 1930
  - Polly Bergen, amerikansk skådespelare
  - Ruth Drexel, tysk skådespelare
- 1931 – Michael Meschke, svensk marionettist och teaterchef
- 1935 – Ei-ichi Negishi, japansk kemist, mottagare av Nobelpriset i kemi 2010
- 1937 – Yoshiro Mori, japansk politiker, Japans premiärminister 2000–2001
- 1942 – Jan Rohde, norsk popsångare
- 1947 – Ulla-Lena Lundberg, finlandssvensk författare
- 1948 – Tom Latham, amerikansk republikansk politiker, kongressledamot 1995–2015
- 1952 – Joel Silver, amerikansk filmproducent
- 1953 – Martha Coakley, amerikansk demokratisk politiker
- 1960
  - Angélique Kidjo, beninsk-fransk sångare, musiker och låtskrivare
  - Jane Lynch, amerikansk författare, skådespelare, komiker och sångare
- 1964 – John Maurer, amerikansk musiker, gitarrist i gruppen Social Distortion 1984–2004
- 1966 – Matthew Fox, amerikansk skådespelare
- 1970 – Katija Dragojevic, svensk operasångerska
- 1975 – Jaime Luis Gomez, amerikansk musiker med artistnamnet Taboo, medlem i gruppen The Black Eyed Peas
- 1977 – Victoria, svensk prinsessa och hertiginna av Västergötland, kronprinsessa från 1980
- 1979 – Jenny Olsson, svensk längdskidåkare
- 1988 – Conor McGregor, irländsk MMA-utövare
- 1990 – Federica Brignone, italisk alpin skidåkare
- 1991 – Zoe Arancini, australisk vattenpolospelare
- 1997 – Filippa Angeldahl, fotbollsspelare, OS-silver 2020

## Avlidna
- 1086 – Toirdelbach Ua Briain, storkonung av Irland
- 1187 – Johannes, svensk munk och kyrkoman, biskop i Uppsala stift
- 1223 – Filip II August, kung av Frankrike
- 1253 – Theobald I, fransk trubadur, greve av Champagne och kung av Navarra
- 1486 – Margareta av Danmark, Skottlands drottning
- 1610 – Francisco Solano, spansk missionär och helgon
- 1614 – Camillo de Lellis, italiensk romersk-katolsk präst, helgon och ordensstiftare
- 1800 – Lorenzo Mascheroni, italiensk matematiker
- 1816 – Francisco de Miranda, sydamerikansk militär och rebell
- 1817 – Germaine de Staël, fransk författare och salongsvärd
- 1849 – Gustaf Nibelius, svensk präst och biskop i Västerås stift
- 1850 – Nathaniel Silsbee, amerikansk politiker, sjökapten och köpman, senator för Massachusetts
- 1881 – William H. Bonney, amerikansk brottsling med öknamnet Billy the Kid
- 1883 – Heinrich von Ferstel, österrikisk friherre och arkitekt
- 1888 – Wladimir Swertschkoff, rysk-finsk målare
- 1900 – John H. Gear, amerikansk republikansk politiker, guvernör i Iowa och senator för samma delstat
- 1904 – Paul Kruger, sydafrikansk politiker och boerledare
- 1910 – Marius Petipa, fransk balettdansör och koreograf
- 1917 – P.P. Waldenström, svensk präst, framstående inom Svenska Missionsförbundet
- 1929 – Hans Delbrück, tysk historiker och politiker
- 1944 – Emil Fjellström, svensk skådespelare
- 1945 – Annita Gyldtenungæ, svensk skådespelare
- 1946 – Arthur Greiser, tysk nazistisk politiker
- 1954 – Jacinto Benavente, spansk dramatisk författare, mottagare av Nobelpriset i litteratur 1922
- 1958
  - Faisal II, kung av Irak
  - Abd al-Ila'h, irakisk kronprins
- 1959 – Karl Adrien Wettach, schweizisk clown med artistnamnet Grock
- 1968 – Konstantin Paustovskij, sovjetisk författare
- 1982 – Anders Pehrson, svensk formgivare
- 1985 – Einar Norelius, svensk illustratör och sagoförfattare
- 1993 – Léo Ferré, fransk poet och sångare
- 1998 – Dick McDonald, amerikansk affärsman, grundare av den första McDonald’s-restaurangen 1948
- 1999 – John R. Steelman, amerikansk statstjänsteman, konsult och publicist
- 2008
  - Björn Berg, svensk konstnär, illustratör av bland annat Astrid Lindgrens böcker
  - Henki Kolstad, norsk skådespelare och regissör
- 2009 – Jan Bonnevier, svensk redaktör, programledare och TV-producent
- 2011
  - Leo Kirch, tysk medieentreprenör
  - Antonio Prieto, chilensk skådespelare och sångare
- 2012 – Sixten Jernberg, svensk längdskidåkare, flerfaldig guldmedaljör i OS och i VM, bragdmedaljör
- 2014
  - Alice Coachman, amerikansk olympisk höjdhoppare
  - Gunnar Ollén, svensk litteraturvetare och radiochef
- 2017 – Maryam Mirzakhani, iransk matematiker
- 2022 – Ivana Trump, tidigare hustru till Donald Trump